# Moa theater
Das moa theater ist ein Amateurtheater in Hannover, das jährlich an mehreren Abenden im Sommer eine Theaterproduktion als Open-Air-Veranstaltung aufführt. Der Name des Theaters ist aus dem Begriff mobiles open-air-theater entstanden.

## Beschreibung
Das moa theater verfügt über keine feste Spielstätte in geschlossenen Räumen, sondern führt Theaterstücke hauptsächlich als Freilichttheater auf. Die sommerlichen Aufführungen finden seit der Gründung im Jahr 2001 in Hannover statt. Die jeweils an mehreren Abenden stattfindenden Freilichtaufführungen erreichen jährlich insgesamt zwischen 1100 und 2300 Zuschauer, bei Innenauführungen bis zu 600 Personen. Das Theater ist als gemeinnütziger Verein organisiert, dessen Mitglieder ehrenamtlich tätig sind und der sich über Eintrittsgelder sowie örtliche Sponsoren finanziert. Die Vereinsmitglieder gehören der Altersgruppe zwischen 20–60 Jahren an. Sie gestalten das Bühnenbild, die Bühnenbeleuchtung, Requisite sowie das Kostümbild überwiegend in Eigenarbeit. Als Mitglied des Amateurtheaterverbandes Niedersachsen gehört das moa theater dem Dachverband Bund Deutscher Amateurtheater an. Hauptzweck des Vereins ist es, „unter ehrenamtlicher Tätigkeit mit professionellem Anspruch Theaterveranstaltungen durchzuführen und sie einer breiten Öffentlichkeit zugänglich zu machen. Dabei soll interessierten Menschen jeden Alters ... die Möglichkeit zur ehrenamtlichen Teilnahme an den Theater-Projekten des moa theaters ... geboten werden.“

## Aufführungen
Die Inszenierungen umfassen jährlich etwa acht abendliche Theateraufführungen im Sommer in einem Zeitraum von bis zu zehn Tagen. Den Zuschauern wird bei jeweils einer Aufführung Barrierefreiheit und der Einsatz eines Gebärdensprachdolmetschers geboten.
In den Anfangsjahren wurden ausschließlich Shakespeare-Stücke aufgeführt. Insgesamt wechseln die Inszenierungsstile stark, da die Regisseure (teilweise Amateure aus den Reihen des Vereins, seit 2010 auch Profis von außerhalb) fast jährlich wechseln. Die Inszenierungen sind bewusst „klassisch gehalten“, aber auch „temporeich, humorvoll und modern“.
Seit 2023 werden Krimi-Dinner in der Gastronomie durchgeführt.

### Aufführungsorte

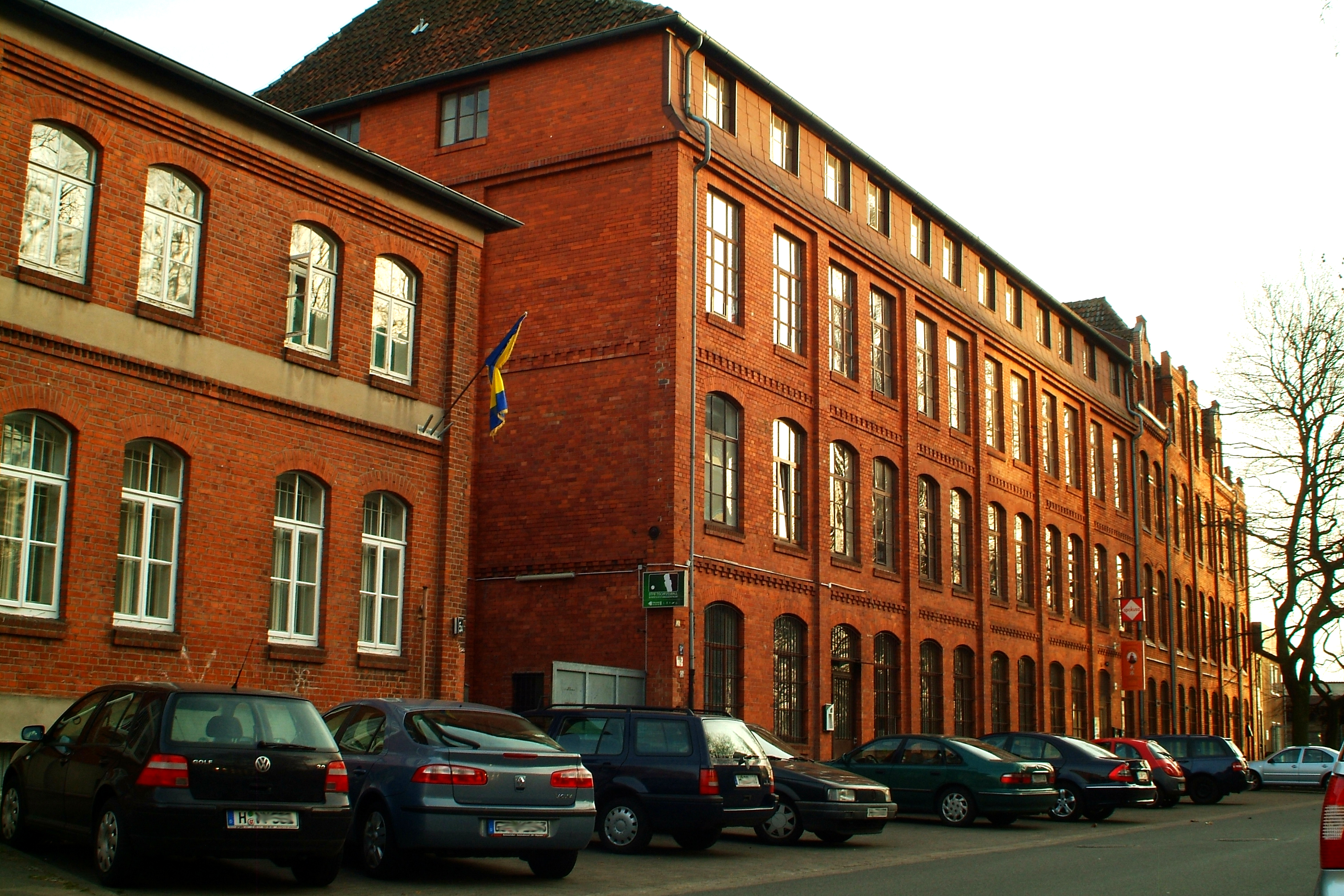
Kulturtreff Helmkehof als Aufführungsort 2013 und 2014

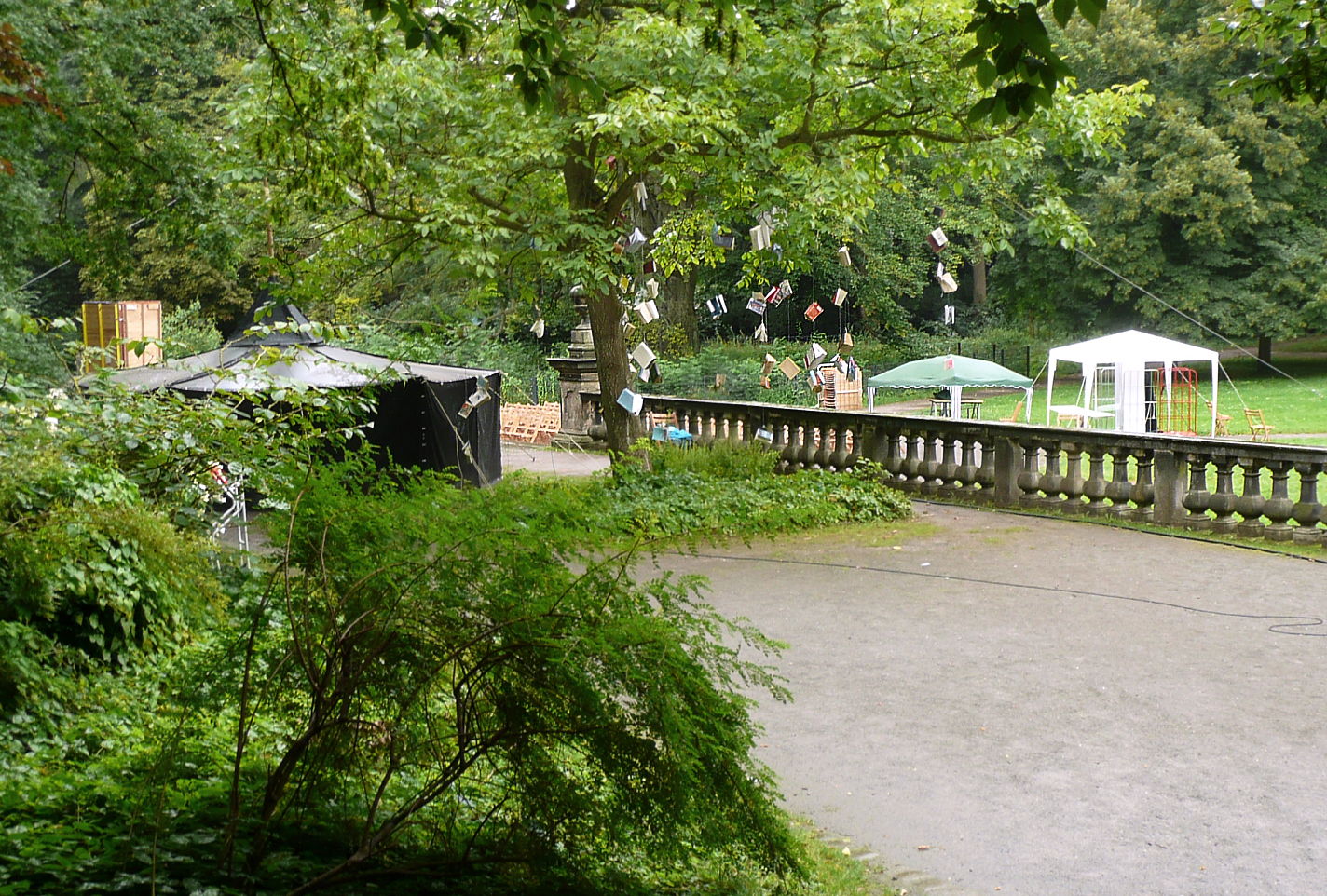
Terrasse des früheren Lindener Schlosses als Spielort 2017

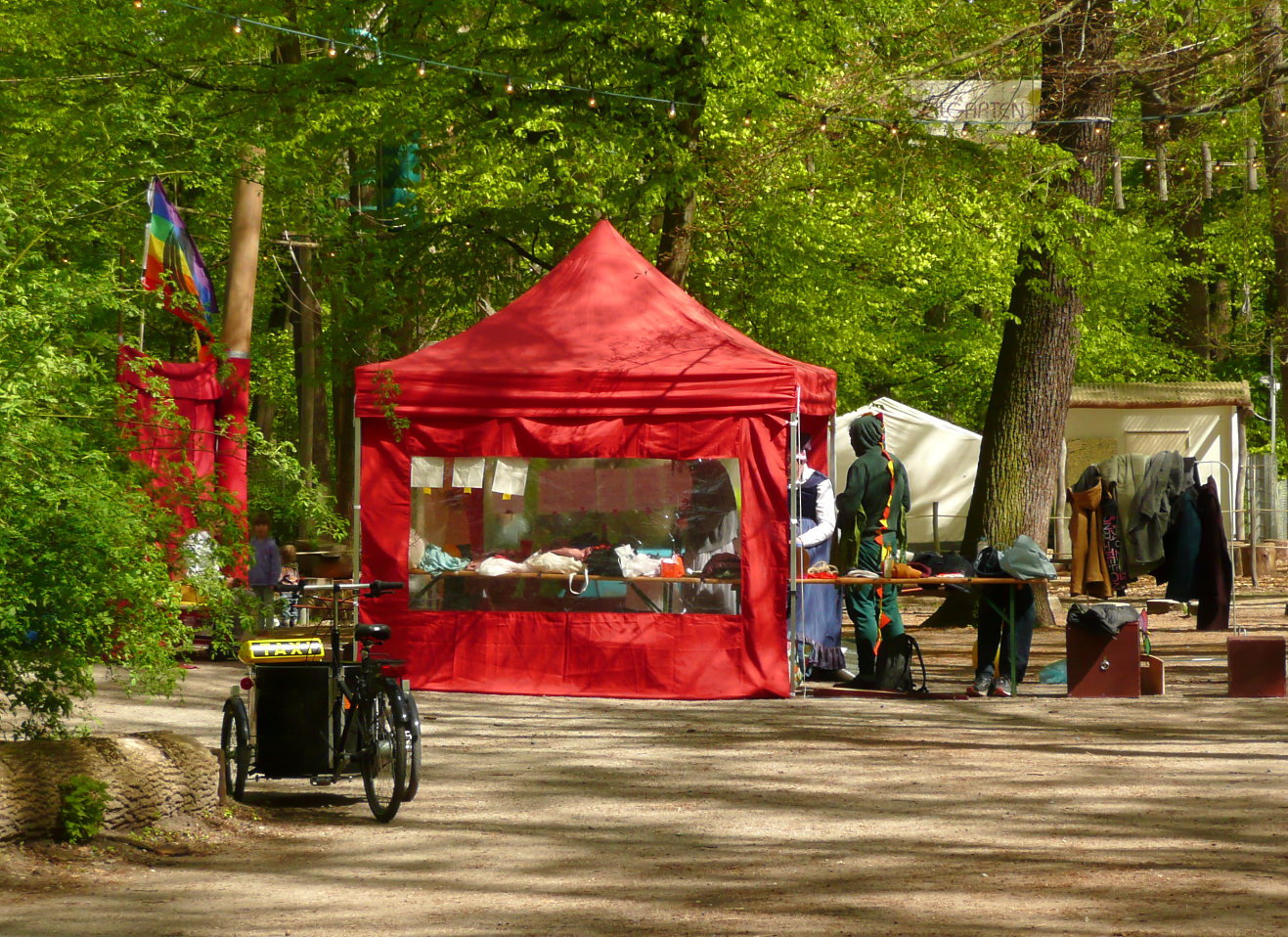
Aufführung in der Eilenriede, 2023

Zwischen 2001 und 2007 fanden sieben verschiedene Produktionen vor der historischen Kulisse des Welfenschlosses im Welfengarten in Hannover statt. Von 2008 bis 2010 war der östliche Innenhof des Neuen Rathauses Hannover Ort der Aufführungen, die von der Stadt Hannover unterstützt wurden. Nach einer Innenproduktion 2011 und einer Aufführung auf dem Hof eines Kulturtreffs im Stadtteil Südstadt, wechselten die Aufführungen von 2013 bis 2014 auf das Gelände des Kulturtreffs Helmkehof im Stadtteil Hainholz, bei dem es sich um eine frühere Gummiwarenfabrik handelt. 2015 erfolgten die Aufführungen auf dem Gelände des Platzprojektes im Stadtteil Linden-Mitte. 2016 führte das Theater kein Stück auf. Im Jahr 2017 spielte das moa theater auf der Terrasse des früheren Lindener Schlosses im Von-Alten-Garten. Während der COVID-19-Pandemie führte das Theater in den Jahren 2020, 2021 und 2022 kein Stück auf.

### Innenproduktionen
Die erste Innenproduktion führte das Ensemble im Februar 2006 in der Aula der International School Hannover Region auf. Gezeigt wurde das Shakespeare-Stück Der Sturm, weil es während der Freilichtaufführung im Jahr zuvor zu witterungsbedingten Ausfällen gekommen war. Weitere Innenproduktionen waren „Romeo & Julia - in fünfundzwanzig Minuten“ beim Ersten hannoverschen Amateurtheaterfestival 2007 im Freizeitheim Lister Turm sowie „King A“ von Inèz Derksen in der Modeschule M3 Menschen Machen Mode Hannover. Im Jahr 2011 führte die Theatergruppe erneut eine Innenproduktion mit dem Stück Jedermann auf.

### Hörspielproduktionen
Während der COVID-19-Pandemie, als Theateraufführungen aus Infektionsschutzgründen untersagt waren, produzierte das moa theater im Jahr 2020 Kurz-Hörspiele.

## Produktionen
- 2001 William Shakespeare: Viel Getu um Nichts
- 2002:William Shakespeare: Romeo und Julia
- 2003 William Shakespeare: Verlorne Liebesmüh
- 2004 William Shakespeare: Die lustigen Weiber von Windsor
- 2005 William Shakespeare: Der Sturm
- 2006 Bertolt Brecht: Baal
- 2007 Friedrich Dürrenmatt: Der Besuch der alten Dame
- 2007 Romeo & Julia – in fünfundzwanzig Minuten, nach Shakespeare
- 2008 Jean Anouilh: Jeanne d’Arc oder Die Lerche
- 2009 William Shakespeare: Heinrich IV
- 2010 Georg Büchner: Leonce und Lena
- 2011 Hugo von Hofmannsthal: Jedermann
- 2012 Moritz Rinke: Republik Vineta[9]
- 2013 Dieter Forte: Martin Luther & Thomas Münzer oder Die Einführung der Buchhaltung[10]
- 2014 Oliver Bukowski: Kritische Masse[11]
- 2015 Ingrid Lausund: Hysterikon
- 2017 Rüdiger Jantzen: Der Weltläufer[12]
- 2018 Tom Stoppard: Der wahre Inspektor Hound, Jörg Graser: Jailhouse Blues[13]
- 2019 Anke Kuhl: Lehmriese lebt
- 2019 Henrik Ibsen: Ein Volksfeind[14]
- 2023 Saša Stanišić: Hey, hey, hey, Taxi![15]
- 2024 Marlene Streeruwitz: Waikiki Beach
- 2024 Sibylle Berg: Helges Leben
- 2025 Michael Ende: Die unendliche Geschichte